# Miyake Yonekichi
Miyake Yonekichi (三宅米吉) est un éducateur et historien japonais né le 1er juillet 1860 à Wakayama et mort le 11 novembre 1929 à Tokyo.
Il est connu pour son travail sur le Sceau du roi de Na, un artefact archéologique découvert au XVIIIe siècle à Kyūshū.